# سارنو
سارنو (به ایتالیایی: Sarno) یک کومونه در ایتالیا است که در استان سالرنو واقع شده‌است.

## خصوصیات
سارنو ۳۹ کیلومترمربع مساحت و ۳۱٬۴۶۳ نفر جمعیت دارد و ۳۰ متر بالاتر از سطح دریا واقع شده‌است.

## خواهرخوانده
شهر Abergavenny خواهرخواندهٔ سارنو هست.